# FK Viktoria Žižkov
El FK Viktoria Žižkov és un club de futbol txec de la ciutat de Praga.

## Història
És un dels clubs més antics de Txèquia. Fou fundat el 1903 per un grup d'estudiants a la ciutat de Žižkov (des de 1922 part de Praga).
Evolució del nom:
- 1903 - Sportovni kroužek Viktoria Žižkov
- 1904 - SK Viktoria Žižkov
- 1950 - Sokol Viktoria Žižkov
- 1951 - Sokol ČSAD Žižkov
- 1952 - Fusionat amb Avia Čakovice
- 1952 - TJ Slavoj Žižkov
- 1965 - TJ Viktoria Žižkov
- 1973 - TJ Viktoria Žižkov Strojimport
- 1982 - TJ Viktoria Žižkov PSO
- 1992 - FK Viktoria Žižkov